# Badaki Fulbariya
Pour les articles homonymes, voir Badaki.
Badaki Phulbariya (en népalais : बडकी फुलवरिया) est un comité de développement villageois du Népal situé dans le district de Bara. Au recensement de 2011, il comptait 7 107 habitants.